# Конфігурація (розбиття простору)

Конфігурація прямих

Конфігурація (англ. arrangement) — це розбиття d-вимірного лінійного, афінного або проєктивного простору на зв'язні відкриті комірки, породжені скінченним набором геометричних об'єктів. Іноді ці об'єкти мають однаковий тип, такий як гіперплощини або сфери. Інтерес до вивчення конфігурацій викликаний успіхами в обчислювальній геометрії, де конфігурації були об'єднувальними структурами для багатьох задач. Успіхи у вивченні складніших об'єктів, таких як алгебричні поверхні, відповідали потребам застосувань «реального світу», таких як планування руху і комп'ютерний зір .
Особливий інтерес становлять конфігурації прямих і конфігурації гіперплощин.
В загальному випадку геометри вивчають конфігурації інших типів кривих на площині та інших складніших типів поверхонь.
Вивчаються і конфігурації в комплексних векторних просторах. Оскільки комплексна пряма не розбиває комплексну площину на кілька компонент, комбінаторика вершин, ребер і комірок не підходить для цього типу просторів, але становить інтерес вивчення симетрій і топологічних властивостей.